# الانتخابات الرئاسية التمهيدية للحزب الديمقراطي 2016
كانت الانتخابات التمهيدية والمؤتمرات الانتخابية للحزب الديمقراطي عام 2016 عبارة عن سلسلة من المنافسات الانتخابية التي نظمها الحزب الديمقراطي من أجل اختيار 4051 مندوبًا إلى المؤتمر الوطني الديمقراطي لعام 2016 الذي عقد في الفترة من 25 إلى 28 يوليو وتحديد المرشح لمنصب رئيس الولايات المتحدة في الدورة الثامنة والخمسين للرئاسة الأمريكية. جرت الانتخابات في جميع الولايات الأمريكية الخمسين، بالإضافة إلى مقاطعة كولومبيا، وخمس أقاليم أمريكية والديمقراطيين في الخارج، وجرت بين 1 فبراير و14 يونيو 2016.
دخل ما مجموعه ستة مرشحين رئيسيين السباق اعتبارًا من 12 أبريل 2015، عندما أعلنت وزيرة الخارجية السابقة وعضو مجلس الشيوخ عن ولاية نيويورك هيلاري كلينتون رسميًا عن ترشحها الثاني للرئاسة. وتبعها عضو مجلس الشيوخ عن ولاية فيرمونت بيرني ساندرز، والحاكم السابق لماريلاند مارتن أومالي، والحاكم السابق لرود آيلاند لينكولن تشافي، والسيناتور السابق عن ولاية فرجينيا جيم ويب، وأستاذ القانون في جامعة هارفارد لورانس ليسيج. بدأت حركة مسودة لتشجيع السناتور إليزابيث وارين من ولاية ماساتشوستس على السعي للحصول على الرئاسة، لكن وارن رفض الترشح، مثلما فعل نائب الرئيس حينها جو بايدن. انسحب ويب وتشافي وليسيغ قبل المؤتمرات الحزبية في آيوا في 1 فبراير 2016.
فازت كلينتون بولاية أيوا بأقرب هامش في تاريخ التجمع الديمقراطي للولاية حتى الآن. أوقف أومالي حملته الانتخابية بعد حصوله على المركز الثالث، تاركًا كلينتون وساندرز مرشحين اثنين فقط. تبين أن السباق كان أكثر تنافسية مما كان متوقعًا، إذ فاز ساندرز بشكل حاسم في نيو هامبشاير، بينما فازت كلينتون لاحقًا بولاية نيفادا وحققت فوزًا ساحقًا في كارولاينا الجنوبية. ثم حصلت كلينتون على العديد من الانتصارات المهمة في كل من الولايات التسع الأكثر اكتظاظًا بالسكان بما في ذلك كاليفورنيا ونيويورك وفلوريدا وتكساس، بينما حقق ساندرز انتصارات مختلفة بينهما. ثم قام بتسريح غالبية الموظفين بعد الانتخابات التمهيدية في نيويورك واكتساح كلينتون العديد من الولايات في 26 أبريل. في 6 يونيو، ذكرت وكالة أسوشيتد برس وإن بي سي نيوز أن كلينتون أصبحت المرشح المفترض بعد الوصول إلى العدد المطلوب من المندوبين، بما في ذلك المندوبين المتعهدين وغير الملتزمين (المندوبون الكبار)، لتأمين الترشيح. وبذلك، أصبحت أول امرأة على الإطلاق تكون المرشح المفترض لواحد من الحزبين السياسيين المهيمنين في الولايات المتحدة. في 7 يونيو، ضمنت كلينتون رسميًا أغلبية المندوبين المتعهدين بعد فوزها في الانتخابات التمهيدية في كاليفورنيا ونيوجيرسي. أيّد الرئيس باراك أوباما ونائب الرئيس جو بايدن والسناتور إليزابيث وارن رسميًا على كلينتون في 9 يونيو. أكد ساندرز في 24 يونيو أنه سيصوت لكلينتون في مواجهة دونالد ترامب في الانتخابات العامة وأيد كلينتون رسميًا في 12 يوليو في بورتسموث، نيو هامبشاير.
في 22 يوليو، نشر موقع ويكيليكس تسريب البريد الإلكتروني للجنة الوطنية الديمقراطية، والذي بدا فيه أن عملاء اللجنة يسخرون من حملة بيرني ساندرز ويناقشون طرق دفع ترشيح كلينتون، ما أدى إلى استقالة رئيسة اللجنة الوطنية الديمقراطية ديبي واسرمان شولتز والآخرين المسؤولين المتورطين. يُزعم أن التسريب جزء من عملية قامت بها الحكومة الروسية لتقويض هيلاري كلينتون. على الرغم من أن الجدل الذي تلا ذلك ركز في البداية على رسائل البريد الإلكتروني التي تعود إلى وقت متأخر نسبيًا في الانتخابات التمهيدية، عندما كانت كلينتون بالفعل على وشك الحصول على الترشيح، تلقي رسائل البريد الإلكتروني بظلال من الشك على حيادية اللجنة الوطنية الديمقراطية، ووفقًا لعملاء ساندرز والعديد من المعلقين الإعلاميين، أن المؤتمر الوطني الديمقراطي فضل كلينتون منذ وقت مبكر. وقد تجلى ذلك من خلال التحيز المزعوم في جدولة المناقشات وإجرائها، وكذلك الاتفاقيات المثيرة للجدل بين اللجنة الوطنية الديمقراطية وكلينتون فيما يتعلق بالترتيبات المالية والسيطرة على السياسة وقرارات التوظيف. عارض معلقون إعلاميون آخرون أهمية رسائل البريد الإلكتروني، بحجة أن التفضيل الداخلي لكلينتون ضمن اللجنة الوطنية الديمقراطية يكن غير عادي تاريخيًا ولم يؤثر على المرحلة التمهيدية بما يكفي للتأثير على النتيجة. أدت الخلافات في النهاية إلى تشكيل لجنة وحدة في الحزب الوطني الديمقراطي للتوصية بإصلاحات في العملية الأولية للحزب.
في 26 يوليو 2016، رشح المؤتمر الوطني للحزب الديمقراطي كلينتون رسميًا لمنصب الرئيس وبعد يوم واحد، عين سناتور فرجينيا تيم كين مرشحًا لمنصب نائب الرئيس. في 8 نوفمبر 2016، هزم المرشح الجمهوري دونالد ترامب كلينتون في الانتخابات العامة.

## المرشحون
| المرشح         | المرشح | التولد                                   | الوظيفة السابقة                 | الولاية | الإعلان        | الترشيح                          | مجموع المندوبين المتعهدين | التنافسات التي فازت بها | المصادر |
| -------------- | ------ | ---------------------------------------- | ------------------------------- | ------- | -------------- | -------------------------------- | ------------------------- | --- | ------- |
| هيلاري كلينتون |        | 26 أكتوبر 1947 (العمر 68) شيكاغو، إلينوي | وزيرة الخارجية الـ67(2009–2013) | نيويورك | April 12, 2015 | (المواقف السياسية)إيداع إف إي سي | 2205 / 4051 (54%)         | 34 ألاباما، أركنساس، ساموا الأمريكية، أريزونا، كاليفورنيا، كونيتيكت، واشنطن العاصمة، ديلاوير، فلوريدا،جورجيا ، غوام، إلينوي، كنتاكي،لويزيانا، ماساتشوستس، ماريلند، ميزوري،جزر ماريانا الشمالية، مسيسيبي، كارولاينا الشمالية، نيوجيرسي،نيومكسيكو، نيفادا، نيويورك، أوهايو،بنسيلفانيا، بورتوريكو، كارولاينا الجنوبية، داكوتا الجنوبية،تينيسي، تكساس، فرجينيا، جزر العذراء الأمريكية | [ 26 ]  |

| المرشح       | المرشح | التولد                                    | الوظيفة السابقة                              | الولاية | الإعلان        | الترشيح                          | مجموع المندوبين المتعهدين | التنافسات التي فاز بها | المصادر |
| ------------ | ------ | ----------------------------------------- | -------------------------------------------- | ------- | -------------- | -------------------------------- | ------------------------- | --- | ------- |
| بيرني ساندرز |        | 8 سبتمبر 1941 (العمر 74) بروكلين، نيويورك | عضو مجلس الشيوخ عن ولاية فيرمونت (2007–الآن) | فيرمونت | April 30, 2015 | (المواقف السياسية)إيداع إف إي سي | 1846 / 4051 (46%)         | 23 ألاسكا، كولورادو، الديمقراطيون في الخارج، هاواي، أيداهو، إنديانا، كانساس، مين،ميشيغان، مينيسوتا، مونتانا، نبراسكا،نيوهامبشير، داكوتا الشمالية، أوكلاهوما، أوريغون،رود آيلاند، يوتا، فيرمونت، واشنطن ،ويسكونسن، فيرجينيا الغربية، وايومنغ | [ 27 ]  |